# Măieruș
Măieruș (in ungherese Szászmagyarós, in tedesco Nußbach) è un comune della Romania di 2680 abitanti, ubicato nel distretto di Brașov, nella regione storica della Transilvania.
Il comune è formato dall'unione di 2 villaggi: Arini e Măieruș.